# Redender Stein
Der Redende Stein ist ein 1900 m ü. A. hoher Berg in der Steiermark, im Westen des Toten Gebirges. Der Redende Stein befindet sich am Westende eines lang gezogenen, in West-Ost-Richtung zum Widderkarkogel streichenden Bergrückens, dessen Ende er mit einem charakteristischen Felsgipfel abschließt. An der Nordseite existiert ein mehrfaches Echo. Die nächstgelegene Schutzhütte ist das Albert-Appel-Haus des Österreichischen Touristenvereins. 

## Wege
Der Gipfel ist über einen kurzen Steig, der vom Nordalpenweg 01, (entspricht ebenso dem violetten Weg der Via Alpina und dem Europäischen Fernwanderweg E4 Alpin) abzweigt, zu besteigen. Die einfachste und beliebteste Variante besteht in einem etwa einstündigen Aufstieg vom nahen Albert-Appel-Haus.